# 多伊德斯费尔德
多伊德斯费尔德是德国莱茵兰-普法尔茨州的一个市镇。总面积8.03平方公里，总人口383人，其中男性180人，女性203人（2011年12月31日），人口密度48人/平方公里。